# Lepidochitona cinerea
Lepidochitona cinerea är en blötdjursart som först beskrevs av Carl von Linné 1767.  Lepidochitona cinerea ingår i släktet Lepidochitona och familjen Ischnochitonidae. Arten är reproducerande i Sverige. Inga underarter finns listade i Catalogue of Life.

## Bildgalleri

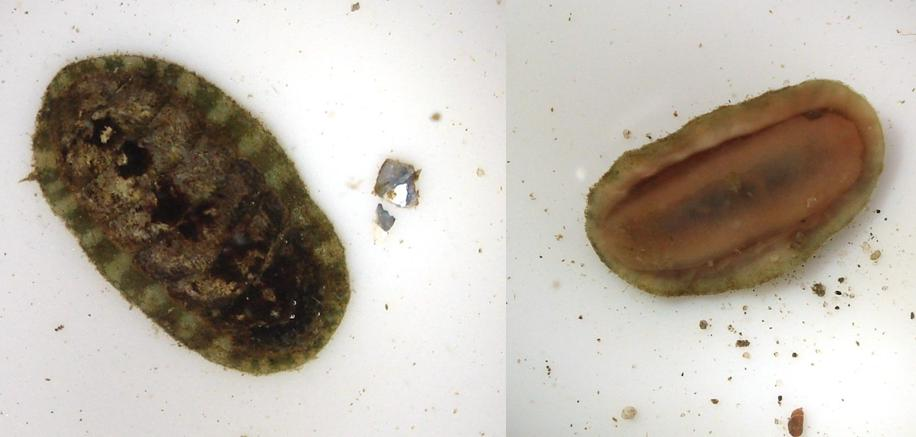
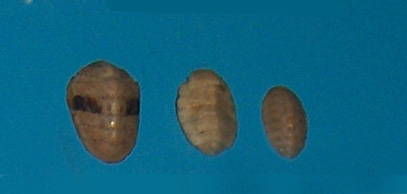